# (541081) 2018 QB5
(541081) 2018 QB5 es un asteroide perteneciente al cinturón de asteroides descubierto el 31 de diciembre de 2002 por el equipo del Lincoln Near-Earth Asteroid Research desde el Laboratorio Lincoln, Socorro, Nuevo México, Estados Unidos.

## Designación y nombre
Designado provisionalmente como 2018 QB5.

## Características orbitales
2018 QB5 está situado a una distancia media del Sol de 3,154 ua, pudiendo alejarse hasta 3,456 ua y acercarse hasta 2,852 ua. Su excentricidad es 0,095 y la inclinación orbital 25,03 grados. Emplea 2046,22 días en completar una órbita alrededor del Sol.

## Características físicas
La magnitud absoluta de 2018 QB5 es 15,4. 